# Абакумов, Егор Трофимович
Его́р Трофи́мович Абаку́мов (20 февраля [4 марта] 1895, Юзовка, Екатеринославская губерния или Рутченково — 30 октября 1953, Москва) — советский государственный деятель, организатор угольной промышленности СССР, начальник «Метростроя» (1935—1939).

## Биография
Родился 20 февраля (4 марта) 1895 года в с. Рутченково (сейчас в черте Донецка).
Член РКП(б) с 1918 года. С 1920 года — на руководящей работе в угольной промышленности. Поступил в Московскую горную академию, после её разделения на шесть вузов в 1930 окончил МГИ, (сейчас — Горный институт НИТУ «МИСиС»). Затем работал на строительстве Московского метрополитена, с 1933 1-й заместитель начальника, а затем начальник «Метростроя» (1935—1939).
Один из авторов ряда новых методов работы: ускорения проведения подготовительных выработок на крутом падении и на горизонтальных пластах, методов проходки стволов шахт и тоннелей метро, многобаровой врубово-отбойно-погрузочной машины (горного комбайна) и других.
В 1938—1947 начальник Главшахтостроя. С 1939 года 1-й заместитель наркома угольной промышленности СССР, с 1946 1-й заместитель министра угольной промышленности СССР. Депутат ВС СССР (Совет Союза от Орловской области) 1-го (избран 12 декабря 1937) и 2-го созывов (избран 10 февраля 1946).
Во время ВОВ руководил разработкой мероприятий по увеличению добычи коксующихся углей в Кузбассе и Караганде, после войны — восстановлением шахт Донбасса.

С 1949 года — на ответственной работе в Совете Министров СССР.
Умер 30 октября 1953 года. Похоронен в Москве на Новодевичьем кладбище (участок № 4).

## Награды
- четырежды орден Ленина (3 марта 1945)[4];
- трижды Орден Трудового Красного Знамени (5 февраля 1939);
- орден Знак Почёта;
- Сталинская премия второй степени (1947) — за усовершенствование и внедрение на строительство Московского метрополитена имени Л. М. Кагановича щитового метода проходки тоннелей, обеспечившего значительное повышение производительности труда на подземных работах.

## Память
- Именем Абакумова в 1964 году названа улица в Москве. Бывшая Станционная улица в Ярославском районе Москвы, рядом с железнодорожной станцией Лось.
- Шахта и посёлок Абакумова в Донецке.
- Горный техникум имени Е. Т. Абакумова в Донецке.